# Pranksta Rap
"Pranksta Rap" (em português: O rap do Bart) é o nono episódio da décima sexta temporada de "Os Simpsons", a qual foi transmitida originalmente em 13 de fevereiro de 2005. Contém com a participação de 50 Cent como ele mesmo e Dana Gould como Barney Fife.

## Sinopse
Vendo televisão, Homer deixa o controle remoto escorregar para dentro do saco de batatas fritas. O cachorro da família coloca a cabeça no saco, come as batatas e acaba engolindo o controle. A partir daí, sempre que o cão late, o canal da TV muda. Homer o persegue pela portinhola de cães e fica preso. Patty e Selma aparecem e, vendo ali uma oportunidade única, produzem Homer com batom, rouge e sombra. A tv acaba ficando no canal de Tv Urbana, onde Bart ouve sobre um evento beneficente em prol do empobrecido lutador Drederick Tatum, conhecido como “Murder 4 Life”, tendo como convidados uma grande lista de estrelas do rap. Homer diz a Bart que ele pode ir ao show se tiver como pagar os 50 dólares do ingresso.Bart compra um ingresso, mas Marge descobre sobre o show e o proíbe de ir. Bart vai para o quarto, mas decide desobedecer Marge e ir ao show.  Ele pula a janela e vai até o Coliseu de Springfield. Durante uma música do rapper Alcatraaaz, o microfone cai de sua mão. Bart pega o microfone e, quando Alcatraaaz o pede de volta, Bart faz um rap, impressionando não apenas o artista, mas também todo o público. Alcatraaaz oferece a Bart uma carona para casa em sua limousine. No caminho, eles encontram o rapper 50 Cent. Perto de casa, Bart percebe que Homer e Marge já sabem que ele fugiu. Ao invés de encarar o castigo, Bart joga uma pedra pela janela. Preso à pedra está um bilhete, informando à família que Bart foi sequestrado.
Os moradores da cidade oram pelo retorno seguro de Bart. O Delegado Wiggum promete resolver o caso, mas acaba passando por bobo em frente a uma multidão. Enquanto isso, Millhouse descobre que Bart armou toda a história. Bart diz a ele que precisa de um lugar para se esconder até as coisas esfriarem. Millhouse sugere que ele fique escondido no apartamento de seu pai. Já que o pai está trabalhando, Millhouse leva Bart até seu quarto. Wiggum está convencido de que é um fracasso total. A imagem de um policial apavorado aparece à sua frente. Wiggum recebe um sermão e é encorajado a fazer o seu trabalho. Em seguida, ele resolve seguir o conselho.
Mais tarde, Bart liga para casa, disfarçando a voz, e finge ser um dos sequestradores. Usando uma escuta, Wiggum grava a chamada. Marge implora que devolvam Bart são e salvo, e começa a chorar. Bart se sente culpado pelo que fez, pára de disfarçar a voz e diz a Marge que vai ficar bem. Enquanto ele fala, estoura pipocas no microondas. Kirk volta para casa e Bart desliga o telefone. Wiggum analisa a gravação e se concentra no som das pipocas estourando. Ele conclui que a marca das pipocas só pode ser Chintzy-Pop. Wiggum e seus homens vão até a loja de Apu, que revela que só há duas pessoas pão duras o suficiente na cidade para comprar esse tipo de pipoca. Uma é o próprio Wiggum. A outra, Kirk Van Houten. Wiggun e seus homens arrombam a porta do apartamento de Kirk e lhe dão voz de prisão por sequestro. Notícias sobre o sucesso de Wiggum se espalham pela cidade. Mais tarde, Millhouse diz a Bart que não pode deixar seu pai ir para a cadeia.
Wiggum é promovido a comissário de polícia. Pouco depois, Bart entra no novo escritório de Wiggum e confessa a farsa toda. Wiggum implora que Bart mantenha essa confissão em segredo, pois, se todos souberem, sua vida está acabada. Enquanto isso, Lisa descobre a camiseta que Bart comprou no show perto da casa da árvore. Lisa conta ao Diretor Skinner que sabe que Bart nunca foi sequestrado, mas precisa de mais provas. Wiggum descobre que Lisa e Skinner tem estado xeretando por perto de seu escritório, e entra em pânico. Ele comunica o fato a Homer e Bart. Bart diz que se Lisa achar alguma coisa que possa ligá-lo ao show, está tudo acabado. Lisa e o Diretor Skinner vão até a mansão de Alcatraaaz, onde ele lhes mostra o video do show. Ao ver Bart cantando no palco, Lisa consegue comprovar sua teoria. Wiggum, Homer e Bart aparecem correndo na sala. Alcatraaaz e seu grupo pegam as armas. Ambos terminam convencendo Lisa que a melhor solução para o problema é todos ficarem de boca fechada. Mas até mesmo Lisa tem seu preço: ela exige que Homer faça um churrasco com menu vegetariano e um pônei.